# Іонообмінна мембрана
Йонообмінна мембрана (рос. ионообменная мембрана, англ. ion-exchange membrane) — йонобмінний матеріал у вигляді тонкого листа або плівки, що при розділенні ним двох розчинів забезпечує переважне перенесення одного виду йонів — катіонів (у катіонобмінних мембранах, англ. cation-exchange membrane) або аніонів (в аніонобмінних мембранах, англ. anion-exchange membrane) з одного розчину в інший.